# Bear River Glacier
Bear River Glacier är en glaciär i Kanada.   Den ligger i provinsen British Columbia, i den centrala delen av landet, 3 900 km väster om huvudstaden Ottawa. Bear River Glacier ligger 954 meter över havet.
Terrängen runt Bear River Glacier är mycket bergig. Trakten runt Bear River Glacier är nära nog obefolkad, med mindre än två invånare per kvadratkilometer.. Det finns inga samhällen i närheten.
Trakten runt Bear River Glacier är permanent täckt av is och snö.